# Protocolpodes
Protocolpodes is een geslacht van kevers uit de familie van de loopkevers (Carabidae). De wetenschappelijke naam van het geslacht is voor het eerst geldig gepubliceerd in 1985 door Basilewsky.

## Soorten
Het geslacht Protocolpodes is monotypisch en omvat slechts de volgende soort:
- Protocolpodes tratorius (Basilewsky, 1970)